# Jan J. Novák
Jan J. Novák, někdy se podepisující jako Jan. Jan Novák, (8. října 1938 Brno – 6. ledna 2017) byl český spisovatel a básník.
Vystudoval Střední průmyslovou školu strojnickou ve Zlíně, poté vystřídal řadu manuálních zaměstnání (hostinský, správce na zámku aj.). V 60. letech založil ve Zlíně poetické divadlo Veronika. Od roku 1969 žil v Praze.

## Citát
| „ | Rudy Kovanda je jediný jako měďák, univerzální jako soustruh a absolutní jako hrachová polévka. | “ |

## Dílo
- Navštivte Peru!, 1996 – básnická sbírka
- Gaya, Gaya, 1998 – básnická sbírka
- Týden ženy, měsíce roky muže, 1999 – básnická sbírka
- Kupé pro Marcela D., 2001 – básnická sbírka
- Žižkovské vertikály, 2004 – básnická sbírka s fotografiemi Martina B. Stanovského
- Z deníku po Celanovi, 2007 – básnická sbírka (nominace na cenu Magnesia Litera 2011)